# Katarzyna Gujska
Katarzyna Aneta Gujska (Słupsk, 15 febbraio 1975) è un'ex pallavolista polacca.
Giocava nel ruolo di palleggiatrice.

## Carriera
Iniziò la carriera nel 1993, debuttando nel campionato polacco con lo Czarni Słupsk, squadra della sua città natale, dove restò per due stagioni. Nel 1995 passò al PTPS di Piła e due anni dopo al Kolejarz Katowice. Nel 1999 venne ingaggiata dallo SKRA Varsavia dove restò fino al 2001: sono questi gli anni delle convocazioni in nazionale, con la quale partecipò al campionato europeo 2001. Nella stagione 2001-02 giocò nello Stowarzyszenie Siatkówki Kaliskiej Calisia Kalisz.
Nella stagione 2002-03 si trasferì in Italia, nel Volley Bergamo, squadra di Serie A1, dove ottenne, soprattutto nella stagione 2003-04, i primi successi, come la vittoria del campionato e della Coppa CEV.
Nell'annata 2004-05 venne ceduta alla Pallavolo Sirio Perugia, ottenendo un nuovo successo in campionato e in Coppa CEV, oltre alla vittoria della Coppa Italia. Nel 2005 fece ritorno a Bergamo dove restò per cinque stagioni, spesso  utilizzata come riserva di Eleonora Lo Bianco: in questi anni vinse un nuovo scudetto, due Coppe Italia e tre Champions League. Al termine della stagione 2009-10, all'età di 35 anni, annunciò il suo ritiro dall'attività agonistica.

## Palmarès
- Campionato italiano: 3

2003-04, 2004-05, 2005-06
- Coppa Italia: 3

2004-05, 2005-06, 2007-08
- Champions League: 3

2006-07, 2008-09, 2009-10
- Coppa CEV: 2

2003-04, 2004-05